# Festival Maribor
Festival Maribor ist der Name eines der größten internationalen Festivals für Kammermusik und symphonische Musik in Slowenien. Begründet im Jahr 1964, findet es jährlich im September in Maribor statt. Zu den Veranstaltungsorten gehörten unter anderem die TUnion Hall (bekannt für ihre hervorragende Akustik), das Slowenische Nationaltheater Maribor, die Kulturzentren Narodni dom Maribor und Vetrinjski dvor, das Stadtschloss von Maribor, die Mariborer Minoritenkirche.

## Geschichte
Die Ursprünge des Festivals Maribor liegen im Jahr 1964, als erstmalig Abendkonzerte mit Barockmusik im Mariborer Schloss organisiert wurden.
Das Barockmusikfestival wurde 1994 in „Musical September“ umbenannt, ein Kammermusikfestival, das sich nicht auf einen bestimmten Stil beschränkte.
Mit der Ausweitung seiner Reichweite auf Veranstaltungsorte in der umliegenden Region (darunter Ptuj, Slovenj Gradec, Dornava) entwickelte sich das Festival nach und nach zu einem der bedeutendsten Festivals für klassische Musik in Slowenien.
Seit 2008 ist die Veranstaltung unter dem heutigen Namen bekannt: FestivalMaribor. Durch die Gründung des Festival-Maribor-Orchesters wurden das Konzertangebot erweitert und neben Kammermusik auch symphonische Werke hinzugefügt.